# Кам'янська міська територіальна громада (Дніпропетровська область)
Кам'янська міська територіальна громада — територіальна громада в Україні, в Кам'янському районі Дніпропетровської області, з адміністративним центром у місті Кам'янське.

## Загальна інформація
Площа території громади — 137,79 км², чисельність населення — 239 992 особи (2019 р.).

## Населені пункти
До складу громади увійшли м. Кам'янське, селища Карнаухівка та Світле.

## Історія
Утворена 24 грудня 2019 року шляхом об'єднання Кам'янської міської ради та Карнаухівської селищної ради Південного району м. Кам'янське Дніпропетровської області.
Створення громади затверджене розпорядженням Кабінету Міністрів України № 709-р від 12 червня 2020 року «Про визначення адміністративних центрів та затвердження територій територіальних громад Дніпропетровської області».
Відповідно до постанови Верховної Ради України № 807-IX від 17 липня 2020 року «Про утворення та ліквідацію районів», громада увійшла до складу новоствореного Кам'янського району Дніпропетровської області.